# 감지금은니문수최상승무생계법(묘덕계첩)
감지금은니문수최상승무생계법(묘덕계첩)(紺紙金銀泥文殊最上乘無生戒法(妙德戒牒))은 대구광역시 수성구 범어동에 있는 불서이다. 2016년 3월 10일 대구광역시의 유형문화재 제78호로 지정되었다.

## 개요
감지금은니문수최상승무생계법(묘덕계첩)(紺紙金銀泥文殊最上乘無生戒法, 妙德戒牒)은 인도 출신 승려로 중국을 거쳐 고려에 입국한 지공(指空, 1300-1363)이, 자신이 번역한『문수최상승무생계경(文殊最上乘無生戒經)』의 내용을 바탕으로 1326년 (고려 충숙왕 13)에 지켜야할 계율의 내용을 우바이(優婆夷, 불교를 믿고 삼귀, 오계를 받은 세속의 여자) 묘덕(妙德)에게 남색종이(紺紙)에 은글씨로 써서 준 계첩이다. 8.9×5.8cm의 소형의 절첩본으로, 받은 이의 이름을 붙여『묘덕계첩』이라고도 한다. 표지는 금은으로 그린 연당초문 바탕 중앙에 서명(書名)인 ‘문수최상승무생계첩(文殊最上乘無生戒牒)’이 기록되어 있고, 제1면에는 구름 위에 마련된 연꽃 대좌에 문수보살이 앉아 있는 금으로 그린 변상화가 있다. 본문은 1면 5행 13∼15자로 무생계법을 은글씨로 필사하였다. 내용은 서문(序文), 사귀의(四歸依), 육대서원(六大誓願), 최상승무생계(最上乘無生戒), 발원문(發願文)의 순서로 구성되어 있다. 본 계첩은 현존하는 지공의 무생계첩 3점 중 가장 오래된 것이며 가장 완전한 상태이다. 제작 관계자, 연대, 변상도의 그림솜씨와 희귀성으로 볼 때 중요한 자료로 역사적, 학술적 가치가 크다.

## 참고 자료
- 감지금은니문수최상승무생계법(묘덕계첩) - 국가유산청 국가유산포털